# DB Fernverkehr
DB Fernverkehr AG (з німецької «DB далекого прямування») — напівнезалежний підрозділ Deutsche Bahn, який обслуговує пасажирські поїзди далекого сполучення в Німеччині. Був заснований у 1999 році на другому етапі приватизації Deutsche Bahn під назвою DB Reise&Touristik та перейменований у 2003 році.

## Послуги
«DB Fernverkehr» надає послуги міжміських перевезень на національному рівні та по всій Європі.
Типи поїздів, якими керує DB Fernverkehr:
- Intercity-Express (ICE)
- Intercity (IC)
- EuroCity (EC) → переважно у співпраці з SBB, ÖBB та ČD
- EuroCity-Express (ECE) → на маршрутах Франкфурт — Мілан та Мюнхен — Цюрих у співпраці з SBB та Trenitalia

Компанія здійснює близько 1300 рейсів на день (станом на 2010 рік).
Під торговою маркою IC Bus DB Fernverkehr до 2020 року обслуговувала деякі міжміські автобусні лінії в Європі, між містами Берлін, Мангайм, Мюнхен, Лейпциг, Дюссельдорф, Франкфурт і Гамбург.

## Дочірні підприємства

### Alleo
Alleo GmbH, заснована у 2012 році, є спільною дочірньою компанією «Deutsche Bahn» і французької державної залізниці SNCF. 

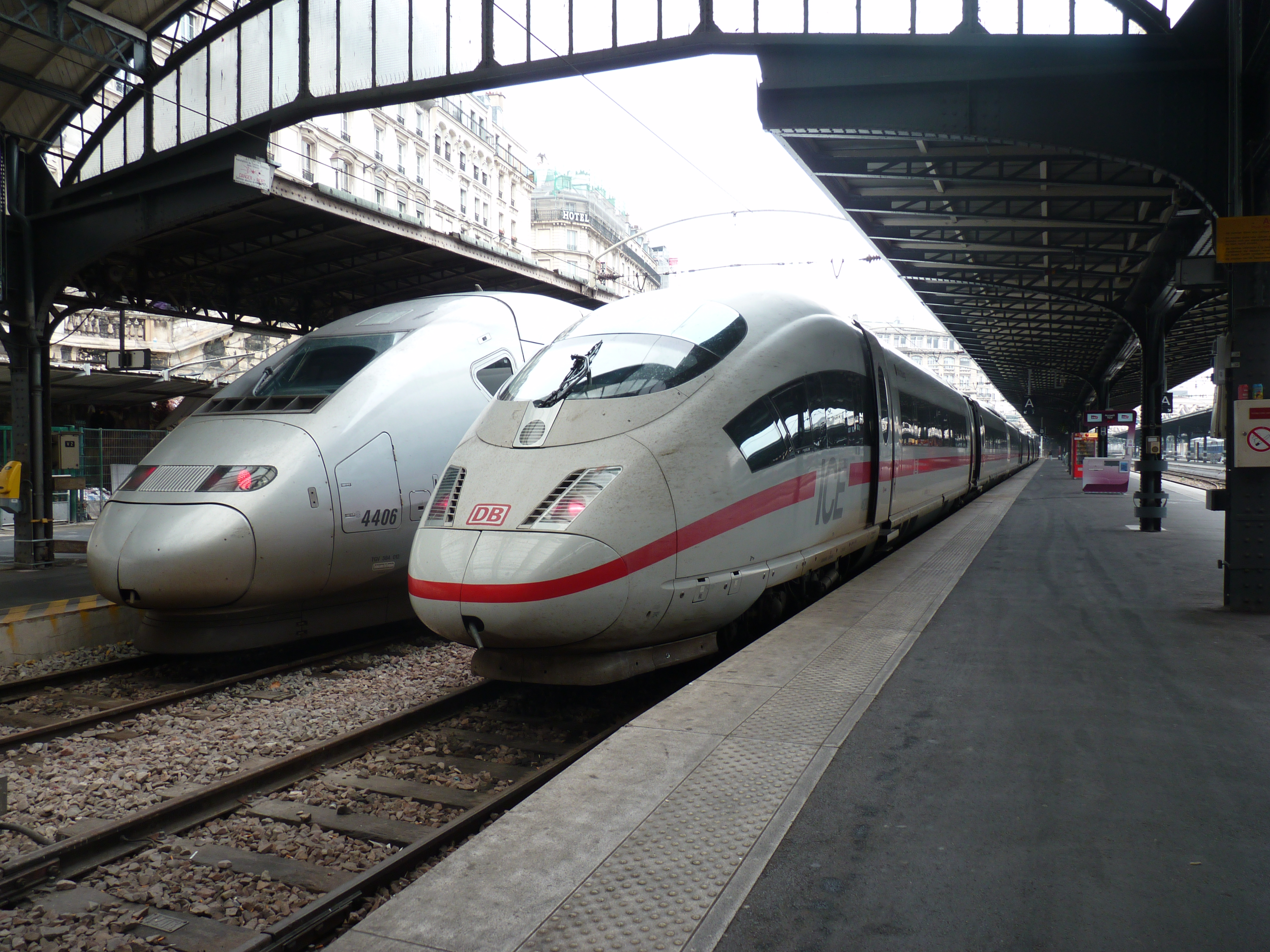
TGV POS 4406 та ICE 3M на станції Париж-Східний.

Компанія відповідає за маркетинг міжнародних поїздів ICE і TGV, які курсують за маршрутами Франкфурт — Париж і Франкфурт — Марсель. 
Крім того, «Alleo» координує роботу німецько-французьких поїздів і груп обслуговування, які тренуються для використання на борту міжнародних сполучень.

### DB AutoZug
У 1999 році була заснована дочірня компанія «DB AutoZug GmbH», розташована в Дортмунді, для експлуатації вагонів і нічних поїздів. 
З 1 жовтня 2013 року «DB AutoZug GmbH» було об'єднано з «DB Fernverkehr AG».

### Ameropa
Туроператор «Ameropa Reisen», заснований в 1951 році, був дочірньою компанією, що повністю належить компанії, з моменту заснування «DB Fernverkehr AG». 
Перш за все, він розповсюджує короткі поїздки та міські поїздки в межах Німеччини, а також у сусідні країни.